# Scaptius ditissima
Scaptius ditissima är en fjärilsart som beskrevs av Walker 1855. Scaptius ditissima ingår i släktet Scaptius och familjen björnspinnare. Inga underarter finns listade.